# Pulmo

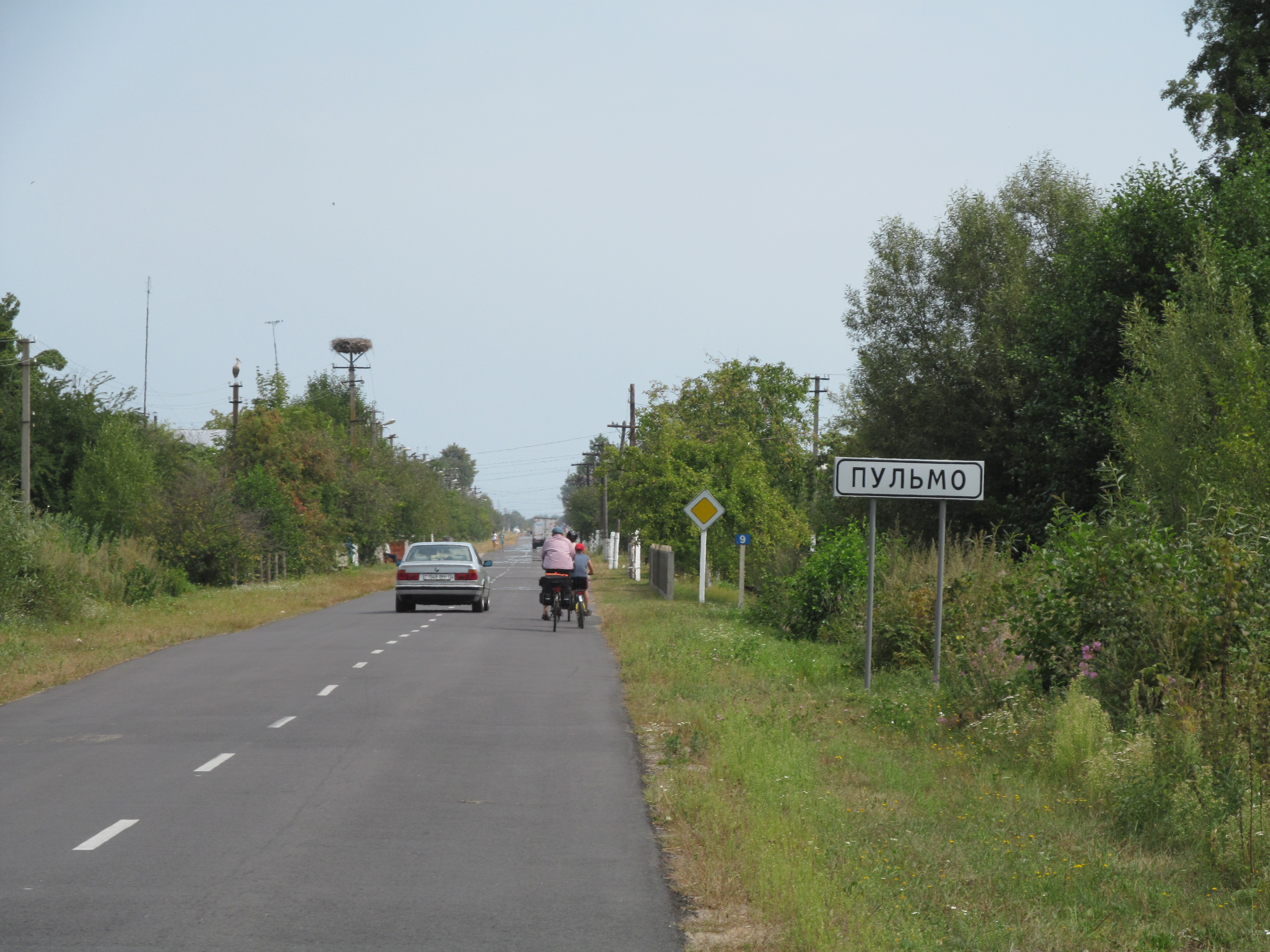
Widok drogi wjazdowej do Pulma od strony miejscowości Zalesie. Sierpień 2013.

Pulmo (ukr. Пульмо) – wieś w rejonie kowelskim obwodu wołyńskiego założona w 1374 r. W II Rzeczypospolitej miejscowość była siedzibą gminy wiejskiej Pulmo, a następnie w gminie Pulemiec w powiecie lubomelskim województwa wołyńskiego. Poszczególne części wsi przed II wojną światową nosiły nazwy: Antonin i Klimowsk. Miejscowość leży na terenie Szackiego Parku Narodowego, jest położona pomiędzy dwoma jeziorami: Pulemieckim i Świtaź. We wsi znajduje się cerkiew św. Mikołaja z 1896 roku.
Do 2020 w rejonie szackim.